# Cinacanthus hirsutus
Cinacanthus hirsutus är en skalbaggsart som beskrevs av Brown 1928. Cinacanthus hirsutus ingår i släktet Cinacanthus och familjen Aphodiidae. Inga underarter finns listade i Catalogue of Life.